# Ivanovski
Ivanovski je priimek več oseb:
- Gogo Ivanovski - makedonski pesnik
- Srbo Ivanovski - makedonski pisatelj, pesnik in prevajalec
- Nikolaj Mihailovič Ivanovski, sovjetski general
- Dmitrij Josifovič Ivanovski, ruski biolog